# St. Pankratius (Wernborn)

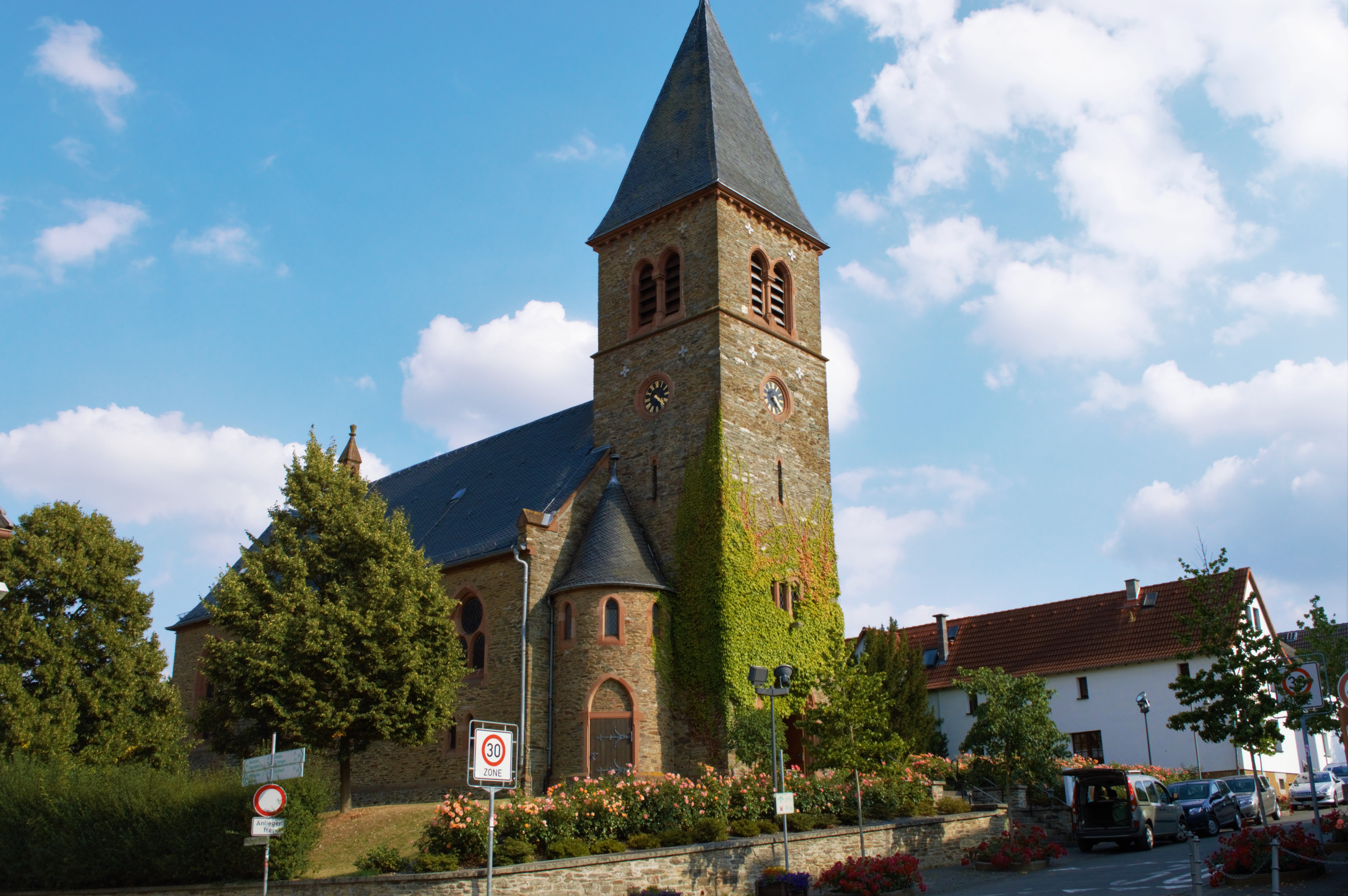
St. Pankratius (Wernborn)

Die römisch-katholische, denkmalgeschützte Kirche St. Pankratius steht im Ortsteil Wernborn der Stadt Usingen im Hochtaunuskreis in Hessen. Sie gehört zum Bistum Limburg. Kirchenpatron ist der römische Märtyrer Pankratius.

## Geschichte
Zum Bau der Kirche kam es 1596, als die Holzkirche auf dem Holzberg verfallen war. Ab 1882 wurde aufgrund des Bauzustandes und der nicht mehr ausreichenden Kapazität dieser Kirche die Planung eines Neubaus in Angriff genommen. Hierzu wurde ein Kirchenbauverein gegründet. 1896 wurde die alte Kirche abgebrochen und 1897 der Grundstein für eine neue Kirche gelegt, die am 8. Mai 1899 eingeweiht wurde. Den auf romanischen und gotischen Vorbildern fußenden Entwurf lieferte Bauinspektor Bleich.

## Beschreibung

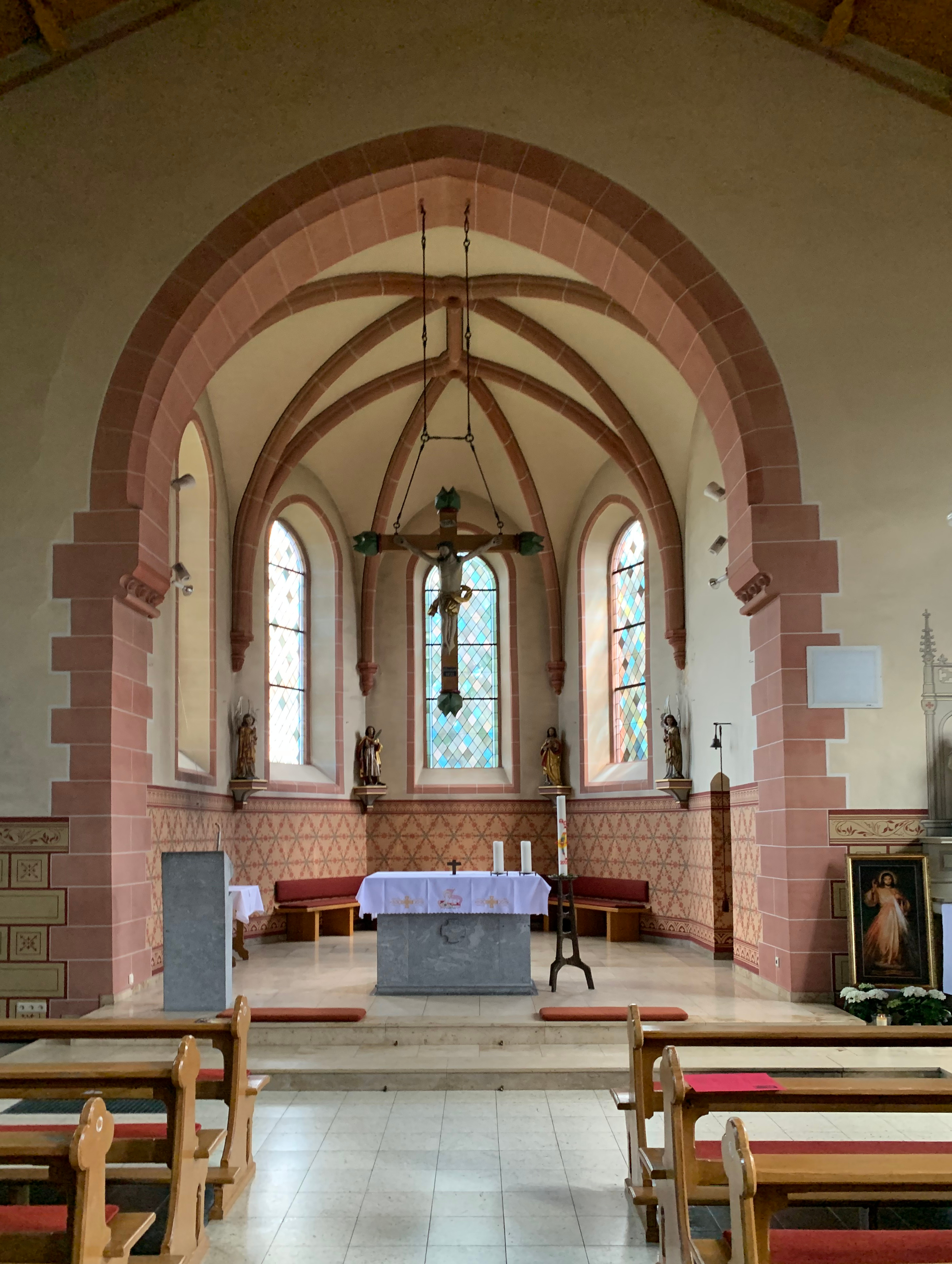
Chor, Triumphbogen und Triumphkreuz

Die Kirche aus Bruchsteinmauerwerk ist mit Schiefer gedeckt. Fensterlaibungen und Gesimse sind aus rotem Sandstein.  
Das oberste, leicht eingezogene Geschoss des quadratischen Fassadenturms im Westen der Saalkirche, das hinter den als Biforien gestalteten Klangarkaden den Glockenstuhl beherbergt, wurde 1962 erneuert. In ihm hingen ursprünglich drei 1898 von der Glocken- und Kunstgießerei Rincker gegossene Kirchenglocken. Dem Turm wurde ein Pyramidendach aufgesetzt. In der Ecke zwischen Nordseite des Turms und Westseite des Kirchenschiffs steht ein Treppenturm, der mit einem Kegeldach bedeckt ist. An den polygonal abgeschlossenen Chor im Osten, aus dessen Satteldach sich ein kleiner Dachreiter erhebt, wurde nach Süden die Sakristei angefügt.
Der schlichte Innenraum mit offenem Dachstuhl ist weiß verputzt. Unter dem Triumphbogen hängt ein großes Triumphkreuz. 

### Orgel
Auf der Empore im Westen steht eine Orgel. Die erste Orgel mit neun Registern auf zwei Manualen und Pedal hatte 1900 Carl Horn gebaut. Sie wurde 1967 abgebrochen und durch eine Orgel der Orgelbau Gebrüder Späth ersetzt.